# Fußballclub Südburgenland
Il Fußballclub Südburgenland, anche conosciuta come FC SKINY Südburgenland per ragioni di sponsorizzazione, come FC Südburgenland o più semplicemente Südburgenland, è una squadra di calcio femminile austriaca con sede a Oberwart, nel Land del Burgenland. Gioca nell'ÖFB-Frauenliga e la seguente ÖFB Frauen Bundesliga, massimo livello del campionato austriaco femminile di calcio, dalla stagione 2003-2004.

## Storia
Il crescente interesse verso il calcio femminile in Austria vede nascere, su iniziativa di gruppo di atlete del distretto di Oberwart, l'esigenza di fondare una squadra per partecipare al campionato austriaco, iniziativa che si concretizza nel 2002 con un accordo di collaborazione con il Pinkafeld, club maschile dell'omonima cittadina, per la fondazione della sua sezione femminile. La squadra decide dopo un solo anno di scindersi in un club indipendente dando origine all'attuale Südburgenland.
Nei suoi anni di attività è riuscita a conquistare sempre la salvezza e i risultati più prestigiosi conseguito solo il secondo posto in campionato al termine della stagione 2010-2011, dietro al Neulengbach, e la finale di Coppa 2004 giocata e persa con il Neulengbach.

## Organico

### Rosa 2021-2022
Rosa, ruoli e numeri di maglia come da sito Federcalcio austriaca, aggiornati al 30 settembre 2021.
| N. |                     | Ruolo | Calciatrice          |
| -- | ------------------- | ----- | -------------------- |
| 1  | Italia (bandiera)   | P     | Maria Grazia Balbi   |
| 2  | Austria (bandiera)  | C     | Susanna Koch-Lefevre |
| 3  | Austria (bandiera)  | D     | Annalena Sauhammel   |
| 4  | Austria (bandiera)  | D     | Eva Holndonner       |
| 5  | Ungheria (bandiera) | D     | Dóra Nagy            |
| 7  | Austria (bandiera)  | A     | Marie Ramberger      |
| 9  | Austria (bandiera)  | C     | Emma Remich          |
| 10 | Austria (bandiera)  | C     | Emily Planer         |
| 11 | Austria (bandiera)  | D     | Jasmin Pelzmann      |
| 13 | Austria (bandiera)  | A     | Isabella Gold        |
| 14 | Austria (bandiera)  | C     | Anna Amtmann         |

| N. |                    | Ruolo | Calciatrice            |
| -- | ------------------ | ----- | ---------------------- |
| 15 | Austria (bandiera) | C     | Katja Graf             |
| 16 | Austria (bandiera) | C     | Dóra Fábián            |
| 17 | Austria (bandiera) | A     | Linda Popofsits        |
| 18 | Austria (bandiera) | D     | Hanna Graf             |
| 22 | Austria (bandiera) | A     | Lena Schandl           |
| 24 | Austria (bandiera) | C     | Andrea Harsányi        |
| 27 | Austria (bandiera) | A     | Vanessa Beiglböck      |
| 99 | Austria (bandiera) | D     | Julia Meixner          |
| 31 | Austria (bandiera) | P     | Fiona Fazekas          |
| 77 | Austria (bandiera) | C     | Anna Sophie Schwahofer |

### Rosa 2015-2016
Rosa del campionato 2015-2016
| N. |                       | Ruolo | Calciatrice      |
| -- | --------------------- | ----- | ---------------- |
| 1  | Ungheria (bandiera)   | P     | Melinda Szvorda  |
| 2  | Austria (bandiera)    | D     | Susanna Koch     |
| 3  | Austria (bandiera)    | A     | Pauline Zwickl   |
| 4  | Ungheria (bandiera)   | C     | Boglárka Megyeri |
| 5  | Ungheria (bandiera)   | C     | Szabina Tálosi   |
| 6  | Austria (bandiera)    | D     | Barbara Weber    |
| 7  | Slovacchia (bandiera) | D     | Monika Gerzova   |
| 7  | Ungheria (bandiera)   | D     | Nóra Horváth     |
| 8  | Austria (bandiera)    | C     | Jennifer Köppel  |
| 10 | Croazia (bandiera)    | C     | Jasna Babogredac |

| N. |                       | Ruolo | Calciatrice         |
| -- | --------------------- | ----- | ------------------- |
| 11 | Austria (bandiera)    | C     | Michelle Trimmel    |
| 12 | Austria (bandiera)    | C     | Lisa Strobl         |
| 13 | Austria (bandiera)    | A     | Isabella Gold       |
| 14 | Austria (bandiera)    | C     | Laura Weber         |
| 15 | Ungheria (bandiera)   | D     | Alexandra Tóth      |
| 16 | Austria (bandiera)    | D     | Hanna Grill         |
| 17 | Slovacchia (bandiera) | A     | Ivana Balazikova    |
| 18 | Ungheria (bandiera)   | P     | Júlia Bezsenyi      |
| 19 | Austria (bandiera)    | P     | Magdalena Eberhardt |